# Jean Frêne
Jean Frêne est un physicien français connu pour ses travaux en lubrification et tribologie.

## Biographie
Né à Longes (Rhône) en 1941 dans une famille nombreuse de onze enfants appartenant à un milieu paysan pauvre, Jean Frêne quitte l'école après le certificat d'études primaires pour travailler dans la ferme familiale. Les résultats des tests passés avant son incorporation dans l'armée en 1961, ont révélé qu'il avait des qualités intellectuelles tout à fait exceptionnelles. Il obtient un sursis pour poursuivre ses études, il rattrape ainsi quatre années scolaires en quatre mois. Il passe le baccalauréat avec succès et reçoit une bourse de l'État pour ses études. Celles-ci l'amènent à un diplôme d'ingénieur à l'Institut national des sciences appliquées de Lyon en 1966 et à un diplôme de docteur-ingénieur (1970), puis à une thèse de doctorat en sciences physiques (1974). Après un emploi d'assistant à l'INSA[Lequel ?] il est nommé fin 1975 maître de conférences à l'université de Poitiers. Il est devenu professeur dans cette même université en 1979, aujourd'hui émérite. 
Il a été directeur du Laboratoire de mécanique des solides (aujourd'hui intégré dans l'Institut Pprime) de 1986 à 1994 et vice-président du conseil scientifique de l'université[Laquelle ?] de 1990 à 1998.
Au cours de ses recherches, il a notamment collaboré avec les secteurs des centrales électriques, du nucléaire, du spatial, de l’automobile ou encore des énergies fossiles, sur des problèmes liés aux machines tournantes, mêlant de fait recherche et conseil. Il a ainsi été directeur scientifique du groupement de recherche créé par le CNRS, le CNES et la SEP (actuellement Safran Aircraft Engines) sur les roulements des turbopompes de la fusée Ariane 4.

## Distinctions
- Ordre des Palmes académiques
  -  Chevalier de l'ordre des Palmes académiques (1982)
  -  Officier de l'ordre des Palmes académiques[4] (1988)
- Prix Montyon de l'académie des sciences (1994)[4],[5].
- Médaille d'or de la Tribologie (1999)[6],[7].
- Prix de l’American Society of Mechanical Engineers.
- Fellow de la Society of Tribologists and Lubrication Engineers (en).
- Membre de l’Académie des technologies (2010).
- Prix Edmond-Brun de l'académie des sciences (2006)[8].
- Ordre national de la Légion d'honneur
  -  Chevalier de la Légion d'honneur (2002)
  -  Officier de la Légion d'honneur (2017)[9].

## Ouvrages
- Jean Frene, Daniel Nicolas, Bernard Degueurce, Danielle Berthe et Maurice Godet, Lubrification hydrodynamique : paliers et butées, Eyrolles, 1990, 488 p. (ISBN 978-2-212-01620-8)
- (en) Jean Frene, Daniel Nicolas, Bernard Degueurce, Danielle Berthe et Maurice Godet, Hydrodynamic Lubrication : Bearings and Thrust Bearings, Elsevier, 1997 (ISBN 0-444-82366-2, lire en ligne)